# 路易莎·米勒
《路易莎·米勒》（義大利語：Luisa Miller）是威尔第作曲的三幕歌剧。

## 剧情简介
时间：十七世纪早期
地点：蒂罗尔

### 第一幕
场景一：村庄
路易莎生日这天，村民聚集在她屋外奏起小夜曲欢庆。情犊初开的她爱上了卡罗，在村子里遇到的陌生年轻人，她在人群中寻找他，希望能在生日这天见到心上人。路易莎的父亲米勒，对这样突如其来的爱，感到很担心，毕竟卡罗是个陌生人。
卡罗出现了，路易莎和卡罗唱起了情歌。之后村民离开去教堂了。当地领主沃尔特伯爵的随从亚龙凑近告诉米勒，自己喜欢路易莎，想娶她。但是米勒告诉他，自己永远不会违背女儿的意愿。米勒的回答激怒了亚龙，他告诉米勒，卡罗真名叫鲁道夫，是沃尔特伯爵的儿子。这让米勒更着急了。
场景二：沃尔特伯爵的城堡
亚龙向伯爵告发了路易莎和鲁道夫的恋情，伯爵传召儿子鲁道夫。鲁道夫回来后，他向儿子表达了无奈，鲁道夫必须娶和他青梅竹马的沃尔特的侄女费得里卡，奥斯泰女公爵。鲁道夫和费得里卡独处的时候，向她坦白自己喜欢另外一个女人，希望她理解。费得里卡从小就对鲁道夫堕入情网，拒绝解除他们的婚约。
场景三：米勒的房子
米勒告诉女儿鲁道夫的真实身份。鲁道夫来到她们家，承认自己的欺骗，但是发誓他的爱是真诚的。跪在米勒面前，表示非路易莎不娶。沃尔特伯爵也来了，见此情景被激怒了，要将父女二人逮捕。鲁道夫反抗他父亲，并且威胁他，如果不释放路易莎和米勒，就把他如何成为伯爵的秘密公诸于众。沃尔特吓坏了，将父女俩释放。

### 第二幕
场景一：米勒家
村民告诉路易莎，她父亲被抓走了。亚龙到来，告诉她米勒将会被处死。但是可以做一个交易，用一封信换来父亲的自由，信的内容是，她欺骗了鲁道夫，其实她爱的是亚龙。并且占有她的身体。她起初拒绝，但是最后屈服了，亚龙警告他一定要和自己的信一起发出。路易莎对亚龙恨之入骨，甚至想一死了之。
场景二：城堡中沃尔特伯爵的房间
沃尔特和亚龙回忆起，如何合谋杀死上一代伯爵才获得这个位置。沃尔特回忆起鲁道夫那时候偶然闯入，知道这个真相。女公爵费得里卡来了，他们向费得里卡说了信的事情，并且叫来路易莎，要女孩亲口承认信是自己写的。
场景三：鲁道夫的房间
鲁道夫读了路易莎的信，叫仆人召见亚龙，感叹起和路易莎一起的快乐时光。这个年轻人向亚龙发起决斗。亚龙为了避免冲突，朝天放空枪引来伯爵和仆人们。沃尔特伯爵建议鲁道夫和费得里卡结婚来报复路易莎的欺骗。绝望中，鲁道夫放弃了自己的缘分。

### 第三幕
米勒家客厅
鲁道夫和费得里卡婚礼庆典的声音远远传来。路易莎决定自杀。老米勒从监狱获释回家。进到房间，拥抱女儿，看了她写给鲁道夫的信，发现路易莎准备自杀，但米勒劝服女儿和他相依为命，父女准备略作休息就逃离这个伤心的地方。
鲁道夫溜进来把放了毒药的水壶放到桌上。他问路易莎，那封宣称喜欢亚龙的信是否是真的。“是的”，女孩回答。鲁道夫喝了一杯水，倒了一杯给路易莎喝。然后告诉她，他俩将会死去。临死前路易莎告诉了鲁道夫真相。米勒从房间出来，安慰垂死的女儿，三人祈祷告别。路易莎死了，米勒也断气了，沃尔特伯爵和亚龙进入了房间，鲁道夫把用路易莎准备自杀的手枪杀死亚龙之后死去。